# Усть-Таштып
Усть-Таштып (хак. Тастып пилтірі) — аал в Аскизском районе Хакасии, находится в 46 км к югу от райцентра — с. Аскиз.

## География
Через Усть-Таштып проходит железная дорога Аскиз — Абаза. Расположен в междуречье рек Таштып и Абакан.

### Топографические карты
- Лист карты N-46-109. Масштаб: 1 : 100 000. Состояние местности на 1986 год. Издание 1992 г.

## История
Основан в 17 веке. В 1926 году Усть-Таштып насчитывал 64 двора и 235 чел.

## Население
| 2002 | 2010 |
| ---- | ---- |
| 371  | ↗435 |

### Известные люди
Здесь родилась Карамчакова, Инга Алексеевна (род. 1978) — советская и российская спортсменка.

## Инфраструктура
На территории аала находятся основная школа, фельдшерско-акушерский пункт, библиотека. Число хозяйств — 118. Наибольшее развитие получили овцеводство, откорм крупного рогатого скота, коневодство.

## Памятники
Памятник воинам-землякам, павшим в Великой Отечественной войне.